# Скопелос
Ско́пелос (греч. Σκόπελος) — остров в Греции, в Эгейском море, один из островов архипелага Северные Спорады. Курорт. Население 4960 человек по переписи 2011 года.

## География
Остров расположен в северо-западной части Эгейского моря, между Алонисосом и Скиатосом. От Алонисоса отделён проливом Алонисос, от Скиатоса — проливом Скопелос шириной 8 километров. Остров находится к востоку от материковой части Греции.
Остров состоит из осадочных и кристаллических пород. На острове возвышаются две горы Делфи (Δελφί, 680 м) в центре острова, и Палуки (Παλούκι, 546 м) на юго-востоке. Площадь острова составляет 95,684 квадратного километра, протяженность береговой линии — 75 километров.
Остров на 80 % покрыт хвойным лесом. Растёт тернослива.
Население насчитывает 4960 человек, по переписи произведённой в 2011 году.
Большая часть населения острова (3090 человек по переписи 2011 года) проживает в одноимённом малом городе, административном центре острова, расположенном на берегу удобной для судоходства бухте на северо-востоке острова.
Второй по величине поселок острова — Глоса, также расположен в бухте, на противоположной северо-западной оконечности острова. Традиционно жители острова разделяют поселок на верхний — собственно Глоссу, и нижний — Лутракион, по имени бухты.
Другие заметные поселения на острове: Нео-Клима (Νέο Κλήμα), построенная в 1965 году для переселения жителей пострадавшего поселения Клима (Κλήμα), Стафилос, Панормос (Πάνορμος), Агнондас (Αγνώντας), Мили (Μύλοι).

## История
В древности Скопелос носил имя Пепареф (др.-греч. Πεπάρηθος) и являлся колонией критян из Кносса. Колонизирован представителями минойской цивилизации. По преданию, первым царем острова был Стафил, сын Диониса и Ариадны. Предполагают, что ему принадлежало открытое в 1927 году захоронение у бухты Стафила.
Жители Пепарефа, побуждаемые афинянами, напали на Галоннес, который ранее захватил Филипп II Македонский и в 342 году до н. э. Филипп II опустошил остров.
В византийский период остров использовался как место ссылки. В период франкократии был частью Наксосского герцогства, принадлежал семье Гизи (Ghisi), до 1252 года — Иеремии, после его смерти на его дочери Изабетте насильно женился Филиппо Гизи (Filippo Ghisi). В 1277 году остров был захвачен Ликарио, верным византийскому императору Михаилу VIII Палеологу. Оставался византийским до падения Константинополя в 1453 году, когда отошёл Венецианской республике. В 1538 году османский флотоводец Хайреддин Барбаросса захватил остров и истребил его жителей. Путешественники XVI века сообщают, что остров необитаемый. Позже заново колонизирован, испытывал набеги пиратов.
Был известен своими винами.

## Экономика
Производится масло, миндаль, груши. Традиционно жители острова были заняты рыболовством, судоходством и ремеслами, но сейчас экономика острова полностью завязана на туризме. Великолепные пляжи в летнее время привлекают множество туристов из стран северной Европы — по-большей части из Германии, Франции, Нидерландов, стран Скандинавии. Туристы прибывают регулярными паромами из портов Волос и Айос-Констандинос, а также с соседнего острова Скиатос, где построен международный аэропорт «Александрос Пападиамандис». Кроме того, туристов привлекает возможность посетить соседний остров Алонисос, на котором расположен Национальный морской парк.

## Достопримечательности
На острове насчитывается более 360 церквей и часовен, из них 136 — в административном центре. Сохранился резной иконостас церкви Успения Пресвятой Богородицы XVII века, созданный в 1676 году критским художником Андониосом Агорастосом (Αντώνιος Αγοραστός). В районе Эпископи (Επισκοπή) в административном центре находится венецианского здание XIX века и базилика XVI века. Здесь также жил местный святой Ригин, который был убит в 362 году.

## Община Скопелос

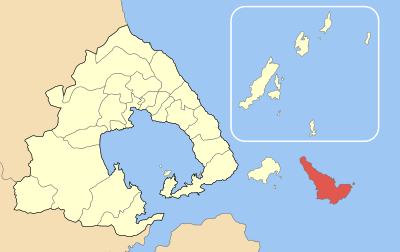
Община Скопелос на карте периферийных единиц Магнисия и Спорады

Община (дим) Скопелос (греч. Δήμος Σκοπέλου) входит в периферийную единицу Спорады в периферии Фессалия. Население 4960 человек по переписи 2011 года. Площадь общины 96,299 квадратного километра. Плотность 51,51 человека на квадратный километр. Административный центр — Скопелос. Димархом на местных выборах 2014 года избран Христос Василудис (Χρήστος Βασιλούδης).
Община создана в 1835 году.
В общину входят 3 сообщества и островки Дасья, Стронгило, Плевро и Касида.
| Сообщество | Население (2011), человек |
| ---------- | ------------------------- |
| Глоса      | 1168                      |
| Клима      | 506                       |
| Скопелос   | 3286                      |

## Население
| Год  | Население, человек |
| ---- | ------------------ |
| 1991 | 4686               |
| 2001 | 4706               |
| 2011 | ↗ 4960             |

## Известные уроженцы
- Дапондес, Константин[греч.] (1713—1784) — видный поэт и хронист XVIII века, принял имя в монашестве Кесарий.
- Думбиотис, Козмас[англ.] (1826—1922) — офицер, политик, председатель парламента Греции, во время русско-турецкой войны в 1878 году возглавил восстание на Олимпе.

## Фильм «Мамма Mia!»
- Остров Скопелос является главным местом действия фильма «Мамма Mia!». В фильме, однако, он носит вымышленное название Калокаири.